# Bwana
Bwana — terme que significa en suahili «senyor»— és una pel·lícula espanyola dirigida per Imanol Uribe. La pel·lícula fou seleccionada per representar Espanya a l'Oscar a la millor pel·lícula de parla no anglesa als Premis Oscar de 1996, però finalment no fou nominada.

## Argument
Antonio (Andrés Pajares) i Dori (María Barranco) es van de vacances a la costa andalusa. Allí es topen amb un immigrant negre anomenat Ombasi (Emilio Buale) que no sap parlar espanyol. Han de conviure amb ell perquè perden les claus del cotxe. Una nit es troben amb un grup de skinheads que els faran la vida impossible...

## Repartiment
- Andrés Pajares - Antonio.
- María Barranco - Dori.
- Emilio Buale - Ombasi.
- Alejandro Martínez - Iván.
- Andrea Granero - Jessy.
- Miguel de Arco - Román.
- Paul Berrondo - Michael.
- César Vea - Joaquín.
- José Quero - Pepe.
- Rafael Yuste - Rafa.
- Santiago Nang - Yambo.
- Patricia López Schlichting, Uta.

## Rodatge
Rodada al Parc Natural de Cap de Gata, Níjar, Almeria.

## Nominacions
XI Premis Goya
| Categoria              | Persona           | Resultat  |
| ---------------------- | ----------------- | --------- |
| Millor pel·lícula      | Millor pel·lícula | Candidata |
| Millor director        | Imanol Uribe      | Candidat  |
| Millor actor revelació | Emilio Buale      | Candidat  |